# Канауджи

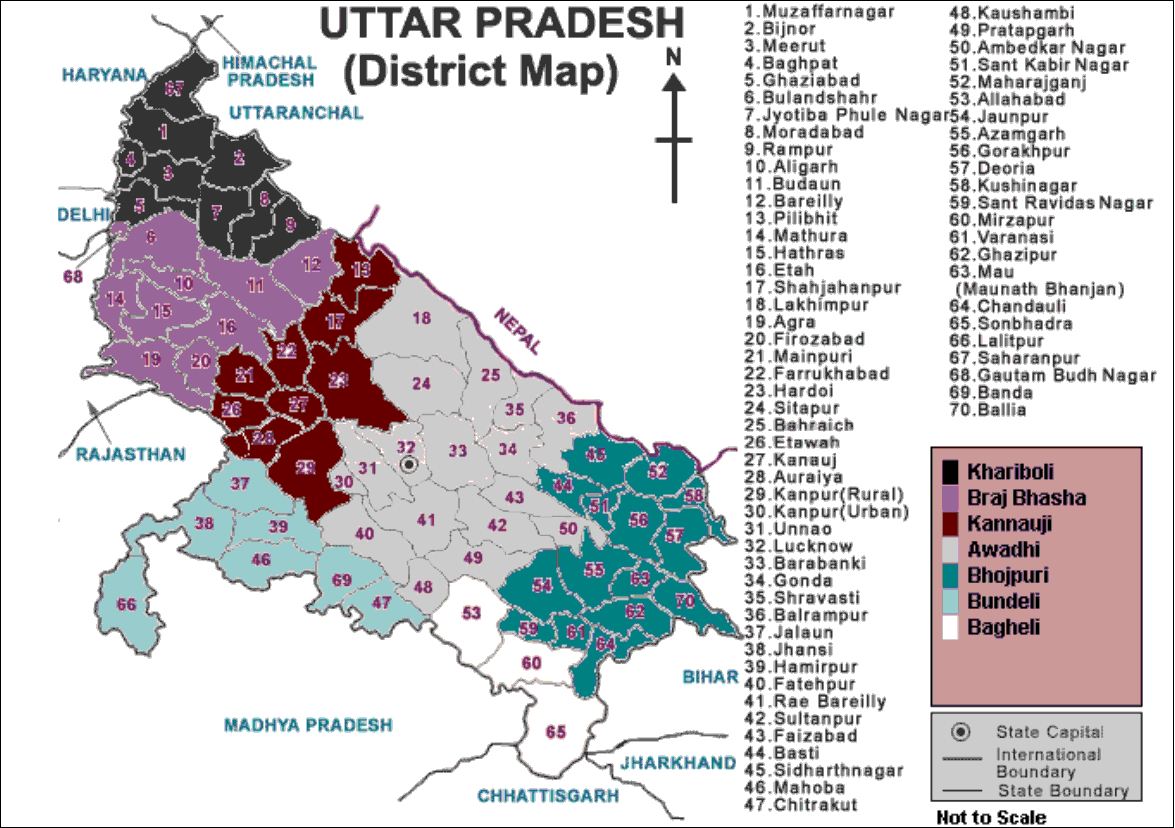
Языки Уттар-Прадеша, каннауджи — тёмно-красный ареал.

Канауджи (дев. कन्नौजी) — индоарийский язык, часто считающийся диалектом хинди. Носители языка проживают в основном в округе Каннаудж штата Уттар-Прадеш. Каннауджи тесно связан с языком хиндустани,  с лексическим сходством с хинди на 83–94%. Некоторые люди считают канауджи диалектом хиндустани, тогда как другие считают его отдельным западным языком хинди. 
Каннауджи имеет много структурных и функциональных отличий от других диалектов хинди, но в Лингвистическом обзоре Индии он был добавлен как вариант языков брадж и авадхи.
Каннауджи подразделяется на два основных наречия: тирхари и переходный каннауджи.

## Ареал и численность
Каннауджи распространён главным образом в Индии, а точнее в округе Каннаудж штата Уттар-Прадеш Данный язык также распространён в следующих округах:
- Майнпури;
- Этавах;
- Фаррукхабад;
- Аурайя;
- Рамабайнагар.

## Фонология

### Согласные
|                     |                        | Губные | Зубные/ Альвеолярные | Ретрофлексные | Палатальные | Заднеязычные | Увулярные | Глоттальные |
| ------------------- | ---------------------- | ------ | -------------------- | ------------- | ----------- | ------------ | --------- | ----------- |
| Носовые             | Носовые                | m      | n                    | (ɳ)           | (ɲ)         | (ŋ)          |           |             |
| Взрывные/ Аффрикаты | Глухие                 | p      | t̪                    | ʈ             | tʃ          | k            |           |             |
| Взрывные/ Аффрикаты | глухие придыхательные  | pʰ     | t̪ʰ                   | ʈʰ            | tʃʰ         | kʰ           |           |             |
| Взрывные/ Аффрикаты | звонкие                | b      | d̪                    | ɖ             | dʒ          | ɡ            |           |             |
| Взрывные/ Аффрикаты | звонкие придыхательные | bʱ     | d̪ʱ                   | ɖʱ            | dʒʱ         | ɡʱ           |           |             |
| Фрикативные         | глухие                 | (f)    | s                    |               | (ʃ)         |              |           |             |
| Фрикативные         | звонкие                | (v)    | (z )                 |               |             |              |           | ɦ           |
| Одноударные         | простые                |        | ɾ                    | (ɽ)           |             |              |           |             |
| Одноударные         | звонкие придыхательные |        |                      | (ɽʱ)          |             |              |           |             |
| Аппроксиманты       | Аппроксиманты          | ʋ      | l                    |               | j           |              |           |             |